# Groteska
Groteska (z fr. grotesque – „dziwaczny”) – kategoria estetyczna, charakteryzująca się połączeniem w jednym dziele (literackim, plastycznym, muzycznym, tanecznym, dramatycznym itp.) jednocześnie występujących pierwiastków przeciwstawnych, takich jak m.in. tragizm i komizm, fantastyka i realizm, piękno i brzydota. Utwory groteskowe charakteryzują się najczęściej niejednorodnością stylistyczną, obecnością kategorii absurdu, elementów karnawalizacji i atmosferą dziwności.
W przypadku krojów pism, groteska lub grotesk oznacza szczególny rodzaj antykw.

## Pochodzenie i historia terminu

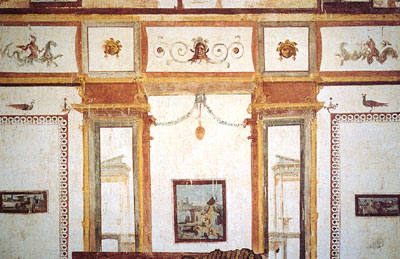
Freski w Domus Aurea

Termin groteska pochodzi od włoskiego słowa la grottesca, wywodzącego się od wyrazu la grotta, oznaczającego jaskinię lub piwnicę. Pojawił się we Włoszech na przełomie XV i XVI w., kiedy to w podziemiach odkryto malowidła ścienne złotego domu Nerona. Owe późnoantyczne freski charakteryzowały się występowaniem hybryd zwierzęcych i roślinnych. Wówczas nie zdawano sobie sprawy z odkrytego pałacu, dlatego nazwa malowideł o wymienionych cechach wzięła się od groty w której je znaleziono. W epoce Renesansu typ tego malarstwa zaczął być naśladowany, początkowo we Włoszech (m.in. w kaplicy Strozzich), a następnie we Francji (m.in. w pałacach w Fontainebleau), Niemczech i Anglii. Naśladownictwa te nazywano „groteskami”, terminu zaczęto również używać na określenie nieregularnych ornamentów i fantastycznych malowideł, w tym przedstawiających diabły i maszkary średniowieczne.
Pojęcie groteski spopularyzowało się w XVII wieku za sprawą rycin Jacques’a Callota, przedstawiających m.in. wizerunki kalek, karnawały i monstra. Określane jako „groteski”, były reprodukowane i rozprowadzane w całej Europie, znacząco przyczyniając się do popularyzacji terminu, jak i jego skojarzenia z dziwacznością, śmiesznością, fantastyką i karykaturą. Skojarzenie to utrwalił również rozwój humorystycznych gatunków literackich, takich jak poemat heroikomiczny czy satyra.
Groteska popularna była również w okresie romantyzmu, kiedy to odgrywała rolę opozycyjną wobec estetyki klasycyzmu. Jednak, chociaż w pismach teoretycznych pojawiały się postulaty łączenia brzydoty z pięknem i grozy z komizmem, sam termin „groteska” pojawiał się rzadko.
W XIX wieku termin został wprowadzony do badań nad poezją przez Waltera Bagehota w studium dotyczącym Roberta Browninga.